# Mitosom

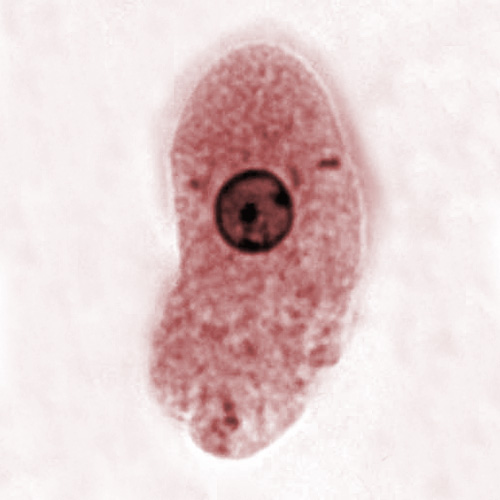
Mitosomy po raz pierwszy wykryto w komókach Entamoeba histolytica

Mitosom – organellum występujące u niektórych jednokomórkowych eukariontów. Jest struktura pochodząca od typowych mitochondriów o znacznie zmodyfikowanej budowie oraz funkcjach. Początkowo organellum określane było nazwą "Crypton". 
Struktura została opisana roku 1999 a organizmem, u którego wykryto nieznane wcześniej organellum był ludzki pasożyt – Entamoeba histolytica. Później mitosomy zostały także wykryte w komórkach Entamoeba invadens, co sugeruje że wszystkie gatunki Entamoeba mogą zawierać tę strukturę. Potwierdzono także występowanie mitosomów w komórkach mikrosporydiów, obligatoryjnych pasożytów wewnątrzkomórkowych oraz u pierwotniaków z rodzaju Giardia (m.in. lamblia), również będących organizmami pasożytniczymi występującymi w jelitach.
W komórkach organizmów zawierających mitosomy nie występują mitochondria. W przypadku mikrosporydiów fakt ten był interpretowany jako dowód na wczesne oddzielenie się tej linii eukariontów jeszcze przed endosymbiozą. W genomie jądrowym wykryto jednak ortologi typowych genów mitochondrialnych, co jest dowodem na wtórną utratę mitochondriów jako organelli. Dowody wskazują, że mitosomy powstały w wyniku przekształcenia mitochondriów, przy jednoczesnej utracie niemal wszystkich funkcji tych organelli.
Mitosomy nie zawierają DNA. chociaż informacje o zawieraniu oddzielnego genomu pojawiły się w początkowej fazie badań tych organelli. Ostatecznie cytoplazmatyczne struktury zawierające pozajądrowe DNA (EhKOs – ang. extranuclear DNA-containing cytoplasmic structures) okazały się niepowiązanymi z mitosomami elementami komórki. Genom E. histolytica został w całości zsekwencjonowany, jednak funkcja mitosomów nie jest w pełni znana. Białka obecne w tych organellach prawdopodobnie związane są z pasożytniczym trybem życia. Mitosomy Entamoeba biorą udział w syntezie siarczanu cholesterolu, związku niezbędnego w procesie tworzenia cyst.